# Ana Pallejà Garcia
Ana Pallejà Garcia és una actriu i directora de doblatge catalana. És la veu habitual de Resse Witherspoon, a qui va començar a doblar en castellà a Fear, i després a Una rossa molt legal, Pleasantville, Sweet Home Alabama, A la corda fluixa, Friends i The Morning Show. També acostuma a doblar Charlize Theron a La maledicció de l'escorpí de Jade, Monster i Mad Max: fúria a la carretera.
A més, ha doblat les actrius Claire Danes (per exemple, a Stardust i Homeland), Renée Zellweger (fent de Dorothy Boyd a Jerry Maguire) i Heather Graham a Austin Powers: L'espia que em va empaitar. També ha doblat l'actriu Anna Chlumsky a La meva noia i La meva noia 2 —tant en català com en castellà— i, més endavant, a la sèrie de Netflix Inventing Anna, doblada al castellà.
A tres anys havia doblat les seves pròpies intervencions en una campanya publicitària, cosa que li va començar a obrir les portes en aquest sector. Va seguir doblant altres anuncis, va gravar veus d'ambient a l'estudi Sonygraf i va fer un dels seus primers papers infantils com a Sally Brown a la minisèrie Això és Amèrica, Charlie Brown i com a Maggie Banning de Hook.
Va participar en el doblatge al català del fulletó televisiu australià Veïns; la sèrie britànica A dalt i a baix, on va posar la veu a la criada Ruby Finch, i la comèdia estatunidenca La Tata, on feia de Grace Sheffield. També ha interpretat diversos personatges de sèries d'anime, com la Bulma de Bola de Drac i Arale Norimaki de Dr. Slump en diferents períodes.